# Елпідіфор (Бенедиктов)
Архієпископ Елпідіфор (в миру Олексій Іванович Бенедиктов; 1800, с. Григорівське, Пошехонський повіт, Ярославська губернія — 31 травня(12 червня) 1860, Санкт-Петербург) — єпископ Російської Православної церкви, архієпископ Таврійський (7 січня 1860); викладач і ректор духовних семінарій, настоятель монастирів, єпископ, архієпископ.

## Біографія
Народився в селі Григорівське Пошехонского повіту Ярославської губернії в родині священика. Спочатку навчався в Ярославській духовній семінарії, після закінчення якої в 1821 році вступив в Петербурзьку духовну академію. У липні 1825 року закінчив курс академії.
1 вересня призначений учителем Архангельської духовної семінарії, 17 вересня того ж року отримав звання кандидата богослов'я. 10 вересня 1827 р. удостоєний ступеня магістра. 1 жовтня 1829 р. призначений інспектором Новгородської духовної семінарії. 28 листопада 1829 р. пострижений в чернецтво; 1 грудня висвячений на ієродиякона, а 6 грудня — у ієромонаха.
14 квітня 1832 р. призначений ректором Курської духовної семінарії, а 22 травня того ж року возведений у сан архімандрита і визначений настоятелем Бєлгородського Миколаївського монастиря.
З 29 листопада 1833 року — настоятель Бєлгородського Троїцького монастиря.
30 квітня 1837 р. переміщений ректором в Воронезьку духовну семінарію і 21 травня призначений настоятелем Воронезького Олексіївського Акатового монастиря.
2 лютого 1842 р. хіротонізований у єпископа Острогозького, вікарія Воронезької єпархії. З 1 березня 1848 року — єпископ Харківський, а 6 листопада того ж року переміщений Подільську кафедру. З 29 березня 1851 — єпископ Вятський.
7 січня 1860 р. призначений на Таврійську єпархію з возведенням у сан архієпископа, але внаслідок хвороби поїхати в єпархію не зміг.
25 травня 1860 р. за проханням, звільнений на спокій. Помер 31 травня 1860 року. Похований в Олександро-Невській лаврі в Феодорівській церкві у правого кліросу.
Характеризувався як людина високоосвічена, чудовий проповідник, який мав ораторський талант, добрий архіпастир, людина скромна, тихий і правдивий. За пропозицією обер-прокурора графа Н. А. Протасова він уклав «Герменевтику» для семінарського курсу.

## Праці
- Четыре речи при некоторых особливых случаях войны с Англией, Францией и Турцией. — Вятка, 1856,1857. Собрание поучений: в 3 т. — 1859.
- Замечание на сочинения Стурдзы: (рукопись академической библиотеки № а 1/270). Слово в день святителя Николая // Некоторые упражнения студентов Санкт-Петербургской духовной академии VI учебного курса. — СПб., 1825, т. 1, с. 100; т. 3, с. 149.
- Рассуждение о поминовении усопших // Некоторые упражнения студентов Санкт-Петербургской духовной академии VI учебного курса. — СПб., 1825, т. 1, с. 100; т. 3, с. 149.